# Jeu de combat

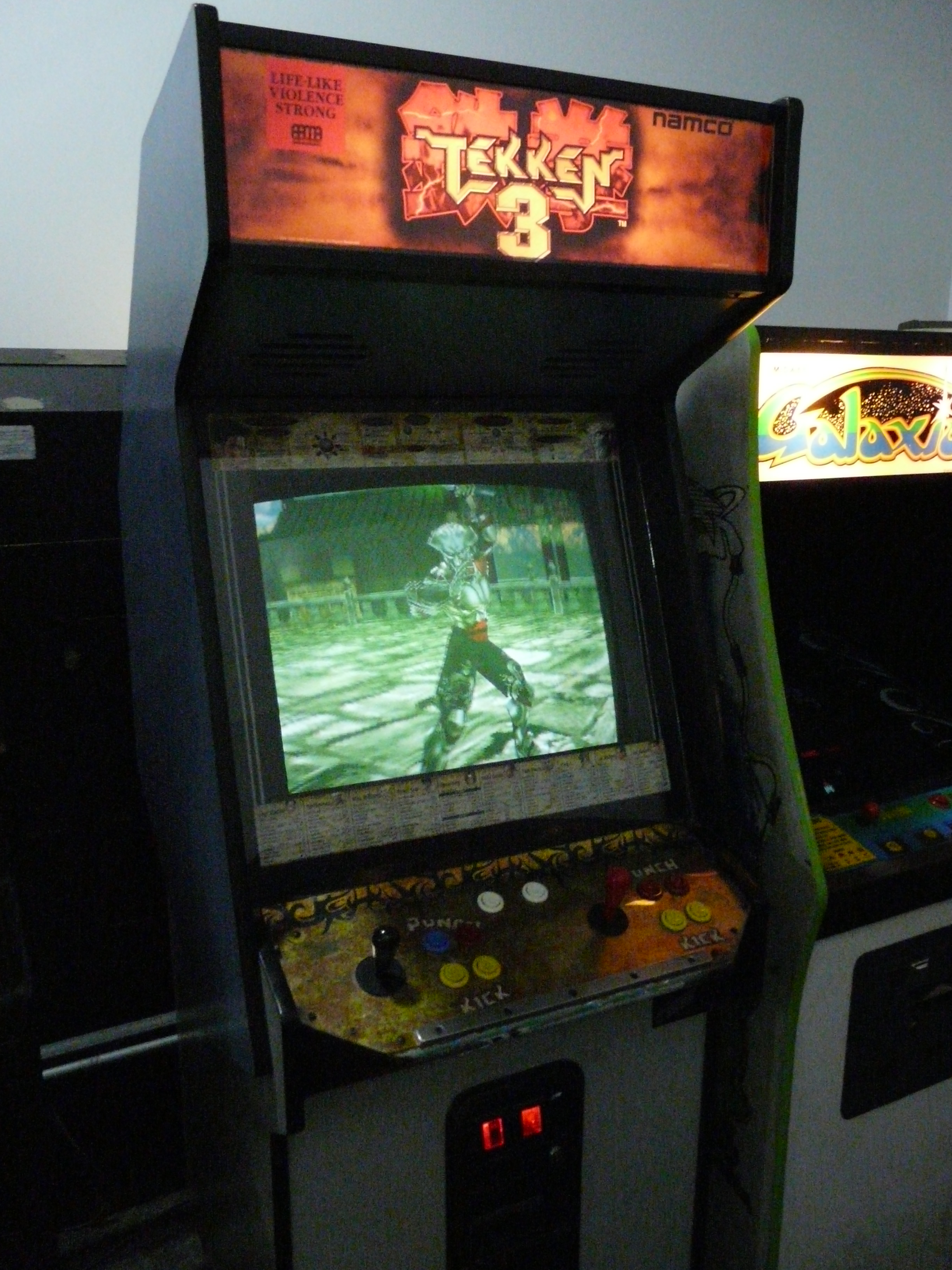
Borne de Tekken 3 permettant à deux joueurs de s'affronter côte-à-côte.

Le jeu de combat (ou fighting game en anglais), parfois appelé abusivement en France VS fighting (pour versus fighting) ou plus familièrement jeu de baston, jeu de castagne, est un genre de jeu vidéo opposant un nombre limité de personnages (deux le plus souvent).
Il se distingue des beat them all (ou beat 'em up dans les pays anglo-saxons), qui proposent de combattre de longues séries d'opposants et qui sont presque uniquement basés sur l'attaque. La Neo-Geo AES est une console qui a connu énormément de jeux de combat.

## Principes du jeu de combat

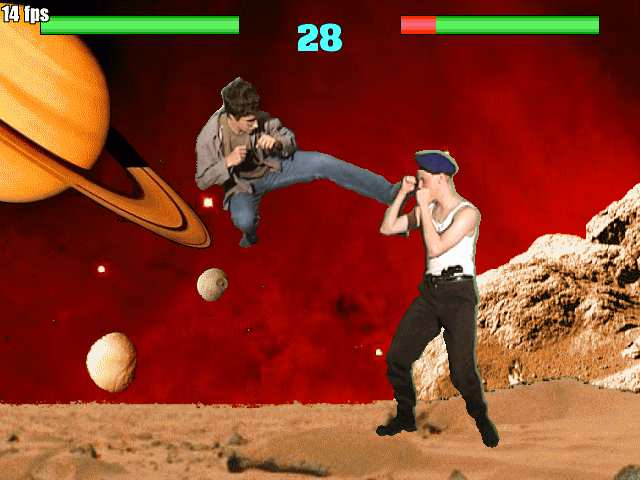
Représentation classique parmi les jeux de combat : deux adversaires se battent en face-à-face. Les jauges en haut de l'écran représentant la vie des personnages sont séparés par le temps restant en secondes.

Ce sont des constantes, qu'on retrouve sur la plupart des jeux de combat :
- les opposants ont chacun une barre d'énergie, qui baisse lorsqu'un coup est reçu ;
- il est possible de parer les coups de l'adversaire, pour annuler ou minimiser les dégâts infligés. Il y a aussi la possibilité d'esquiver sur certains jeux de combat (The King of Fighters, Samurai Shodown) ;
- certains coups, parfois dits « spéciaux », nécessitent une manipulation donnée effectuée en un certain timing. La série Street Fighter a popularisé l'usage de techniques du genre : « bas ; diagonale bas-avant ; avant + bouton de poing » (quart de cercle ou « avant ; bas ; diagonale bas-avant + bouton de poing »), dès lors très fréquemment utilisées ; on peut noter ces combinaisons suivantes qui sont également la base de variantes: «quart de cercle avant» ou «quart de cercle arrière», «demi-cercle avant» ou «demi-cercle arrière», «arrière maintenu puis avant», «bas maintenu puis haut».
- les prises (chopes) simples sont effectués grâce à un bouton à proximité de son adversaire.
- le match est divisé en rounds définis à l'avance (« deux rounds gagnants » dans la plupart des cas).

### Types de jeux de combat
Bien que partageant de nombreux principes communs énoncés ci-dessus, les jeux de combat peuvent être catégorisés :
- Combat à l'arme blanche : les combattants s'affrontent à l'aide d'armes diverses telles qu'épées, bâtons ou haches. Les exemples les plus réputés de ce type sont Samurai Shodown et The Last Blade pour la 2D, Soul Edge et Soul Calibur pour la 3D ;
- Arts martiaux : les combattants maîtrisent et utilisent des arts martiaux réels ou tout du moins s'inspirant de la réalité. Les coups sont portés à l'aide des pieds et des poings et chaque personnage incarne un style de combat. Des séries comme Street Fighter (2D) ou Tekken (3D) offrent un panel assez vaste d'arts martiaux ;
- Fantastique : les coups utilisés relèvent de la pure fiction. Ils sont souvent à base de magie, de projection d'énergie... Les différentes adaptations de Dragon Ball en jeu de combat en sont un bon exemple.

Bien sûr, certains jeux utilisent souvent des éléments de plusieurs de ces catégories et l'on peut retrouver des combattants à l'épée affrontant des projecteurs de boules de feu, ou avoir des jeux qui alternent les styles comme Mortal Kombat: Deadly Alliance qui propose de choisir son style de jeu, armes blanche ou arts martiaux.

### Types dejouabilitédans les jeux de combat
De même qu'il y a plusieurs style de jeux de combat, au sein de ces styles on retrouve différents types de jouabilité.
Un des éléments qui varie grandement la jouabilité est la manière de se défendre des coups :
- de manière automatique : le personnage pare les coups s'il ne fait rien ;
- en appuyant vers l'arrière : le personnage est en garde quand il pousse vers l'arrière, c’est-à-dire souvent dans la direction opposée d'où vient le coup ;
- en appuyant sur un bouton de garde : parfois même le bouton doit être choisi en fonction du coup porté.

Ceci se complexifie en autorisant parfois des contres, s'ils sont plus difficiles à exécuter que la simple défense, car ils demandent un timing serré, ils permettent de stopper net l'attaque adverse, de n'encaisser aucun dommage et sont même parfois récompensés par un bonus (augmentation de la barre de vie ou de celle de furie). On peut trouver deux types de contres suivant les jeux :
- avec direction : il faut appuyer au bon moment sur la touche de direction appropriée suivant la provenance de l'attaque, l'animation du contre ne se lance que si l'on a réussi son timing. Exemple: le parry dans Street Fighter 3.3
- avec bouton : on appuie sur le bouton approprié et le contre et son animation se lancent quoi qu'il arrive, même si l'adversaire n'a jamais attaqué. Exemple: le bouton réservé aux contres dans The Last Blade

On peut également trouver différentes sortes d'esquives suivant les jeux: roulades, pas latéral, téléportation.
La manière de sortir les coups spéciaux est aussi caractéristique :
- quart de cercles et demi cercles : les coups spéciaux sont obtenus en faisant effectuer une rotation au joystick suivie d'appui sur un ou plusieurs boutons. Exemples : Street Fighter, Marvel vs. Capcom ;
- enchaînement de direction : les coups ont plutôt tendances à être réalisé avec des directions perpendiculaires (haut, bas, droite, gauche). Exemples : Mortal Kombat ;
- séquences de boutons : dans ce cas là, ce ne sont pas à proprement parler des coups spéciaux mais des combos. Le joueur doit enchaîner une succession de boutons selon un certain rythme, ceci se traduisant par une chorégraphie particulière et spectaculaire du personnage incarné. Exemples : Tekken, Killer Instinct ;
- button mashing : le jeu se joue en appuyant n'importe comment sur n'importe quel bouton et en espérant un résultat. Un jeu qui propose ce type de gameplay est rarement un bon jeu de combat mais c'est souvent la manière la plus courante de jouer pour un débutant.

### Types de combattants
Dans la variété des jeux de combat, qu'ils soient 2D ou 3D, on retrouve souvent les mêmes archétypes de combattants: 
- Personnage standard : il est le représentant du type de jouabilité du jeu de combat, il est polyvalent et n'a pas de faiblesses particulières. Exemple Mitsurugi, Ryu.
- Attaquant à distance : ses coups de base et spéciaux ont une longue portée. Exemple Dhalsim.
- Combattant vif : il utilise des coups rapides mais souvent faibles et a peu de portée. Exemple : Ling Xiaoyu de Tekken ou encore, Pai Chan de Virtua Fighter.
- Combattant puissant : c'est un personnage lent mais endurant et dont les coups font très mal. Exemple Astaroth.
- Chopeur : ses dégâts sont faits à l'aide de chopes et de projections. C'est un combattant de contact. Exemple : King de la série Tekken, Zangief de la série Street Fighter.
- Personnage exotique : son style de combat est original et souvent imprévisible, il se révèle parfois difficile à prendre en main. Exemple : Christie Monteiro et Eddy Gordo de la série des Tekken, Angel de la série The King of Fighters, ou encore Voldo dans Soul Calibur.

### Jeux de combat 2D et 3D
Le jeu de combat 2D utilise comme éléments graphiques des sprites animés. Les combattants ne se déplacent souvent que sur un seul plan de l'écran qui est généralement limité en longueur. Virtua Fighter, le premier jeu de combat en 3D (sorti en 1993), marque le début d'un nouveau genre et est immédiatement copié et concurrencé. Sous l'impulsion de la série Virtua Fighter, et quel que soit le type de combat (à l'arme blanche dans Soul Edge puis Soul Calibur), les jeux de combat en 3D tendent à un certain réalisme graphique par rapport aux jeux de combat en 2D qui, avec l'évolution des machines ont parfois pu se rapprocher du dessin animé et de sa violence loufoque. Grâce à des graphismes sans cesse améliorés, des détails poussés, des animations toujours plus fluides et réalistes les jeux de combat 3D ont relayé au second plan les jeux de combat 2D en sprites, qui ont cependant apporté les bases et principes du jeu de combat. Il convient de nos jours de préciser, lorsque l'on parle de dimensions dans les jeux de combat, si l'on fait référence à la jouabilité ou aux graphismes car les deux ne vont plus forcément de pair : Fatal Fury affiche des sprites mais se joue sur plusieurs plans, Street Fighter IV est en 3D mais ne se joue que sur un seul plan.

### Jeux de combat multijoueur
En 1999, Nintendo et Capcom, deux entreprises de développement japonaises sortent au même moment un nouveau genre de jeu vidéo de combat : centré dans un grand niveau où le joueur peut utiliser des éléments du décor pour s'en servir d'arme, de bonus ou d'avantage, jusqu'à quatre joueurs peuvent s'affronter en temps réel. Super Smash Bros sur Nintendo 64 a la particularité de faire confronter toutes les icônes de Nintendo, s'il est graphiquement en 3D il ne se joue que sur un seul plan.
Power Stone sur borne arcade (puis porté sur Dreamcast) propose quant à lui un environnement et une jouabilité en 3D, à la base limité à deux joueurs sa suite permettra de jouer à quatre.

## Liste de jeux
- Liste chronologique de jeux de combat